# Andreas Amende

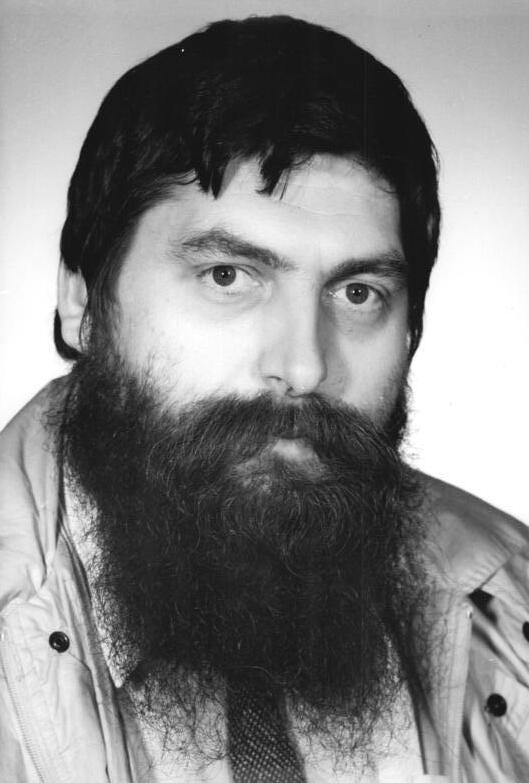
Andreas Amende (1990)

Andreas Amende (* 12. Februar 1955 in Leipzig) ist ein deutscher Politiker (Neuen Forum, SPD). Er war ab März 1990 Abgeordneter der Volkskammer der DDR. Am 28. September 1990 wurde er von jener zum  Mitglied des Deutschen Bundestages gewählt, dem er als SPD-Abgeordneter für das Land Brandenburg bis zum 20. Dezember 1990 angehörte.

## Leben
Amende absolvierte von 1961 bis 1971 die Polytechnische Oberschule, zunächst in Bad Lausick, später in Schwedt. Er arbeitete danach als Hilfspfleger in einem Stift und war danach als Rangierer und Lokomotivführer tätig. Im Jahr 1977 wurde er Facharbeiter für Betriebsschlosserei, ein Jahr später wurde er Lokheizer bei der Deutschen Reichsbahn. Im Jahr 1980 legte Amende die Prüfung ab, die ihn offiziell zum Lokomotivführer ernannte. Bis 1982 war er danach Bausoldat. Im Anschluss belegte er von 1985 bis 1989 Fernunterricht und legte schließlich das erste Theologische Examen ab, womit er das Recht Predigten zu halten erwarb.

## Politik
Amende trat im Oktober 1989 dem Neuen Forum bei, im Dezember desselben Jahres der Sozialdemokratischen Partei der DDR (SDP). Im Jahr 1990 wurde er Geschäftsführer der SPD im Kreis Angermünde. Am 18. März 1990 wurde er über den Wahlkreis 5 (Bezirk Frankfurt/Oder) in die Volkskammer gewählt. Nach der Wiedervereinigung war er ab dem 3. Oktober Abgeordneter im Deutschen Bundestag, aus dem er allerdings nach der Bundestagswahl 1990 bereits wieder ausschied.